# Pilogalumna boevi
Pilogalumna boevi är en kvalsterart som först beskrevs av Krivolutskaja 1952.  Pilogalumna boevi ingår i släktet Pilogalumna och familjen Galumnidae. Inga underarter finns listade i Catalogue of Life.